# Skryté kurikulum
Skryté kurikulum představuje skryté lekce, které nejsou vedeny podle oficiálních záměrů a plánů školského systému či učitelů. Také bývá definováno jako všechno, co není naplánováno a postiženo v kurikulu formálním. 
Zjednodušeně lze říct, že se jedná o "zákulisí" školního života.
Skryté kurikulum patří společně s kurikulem formálním (oficiálním) a neformálním do konceptu kurikula, které se dělí podle míry oficiálnosti a dostupnosti hodnocení. Skryté kurikulum patří mezi pojmy v oblasti sociologie, pedagogiky i psychologie. Vztahuje se ke všem stupňům školního vzdělávání.
Je obsaženo ve třech věcech: v symbolických objektech, v artefaktech (jako příklad uvádějí časoprostorové uspořádání prostředí školy) a v tělech aktérů výchovně vzdělávacího procesu (např. vyjádření skrze řeč těla).

## Historie
Pojem skryté kurikulum bylo velkým tématem vzdělávací politiky 70. let dvacátého století. Vychází z pojmu kurikulum, který se v pedagogice objevil až ve 20. století v anglické terminologii. Běžným se stal až v 60. letech v souvislosti s tzv. kurikulárním hnutím. Dnes je nezastupitelným termínem nejen v anglicky mluvících, ale i v jinojazyčných zemích včetně Německa a Francie. V České republice se pojem kurikulum začíná aplikovat především při zkoumání základních a středních škol.

## Příklady
Příklad skrytého kurikula může být „zákulisí“ práce s kurikulem, který potřebuje znát např. nováček (ať už student, nebo začínající učitel), aby „obstál“ na fakultě a věděl, které nástrahy na něj čekají a jak je má zvládnout. To, co se žáci učí ve škole, není primárně otevřené, zjevné kurikulum vyučovacích předmětů, ale hodnoty a přesvědčení, jako jsou: umět být konformní, znát svoje místo, vyčkat, až na mě přijde řada, umět soutěžit, být si vědom své ceny, mít úctu k autoritě. Skryté kurikulum učí žáky, „o čem je vlastně život“; učí, že vzdělání je něco, co je dáno hotové, spíše než něco, k čemu se mají sami dopracovat. Převažujícími hodnotami společnosti jsou ty, které si žáci „odnesou" ze školy.
Skryté kurikulum představuje vlivy, které utvářejí studenty, naučí je tomu, co škola nezajišťuje a často ani nezamýšlí. V reálném životě je součástí skrytého kurikula schopnost studentů sdružovat se ve skupiny, vytvářet a měnit vztahy mezi učitelem a studenty, ovlivňovat pravidla výuky a postupy, jimiž jsou studenti vyučováni, implicitní obsah učebnic, zastávání rozdílných sexuálních rolí ve škole, způsob odměňování a trestání studentů. Typickými výsledky učení ve skrytém kurikulu jsou: postoje vůči autoritě, poslušnost či revoltování, učení se hodnotám a kulturním zvyklostem, kulturní či politická socializace atp.
Za skryté kurikulum lze považovat i to, že žáci bedlivě sledují veškeré verbální i tělesné komunikační strategie své učitelky, a tím si osvojují vzorce chování přímo z modelu, který jim poskytuje. Také to, jak se žáci učí strategicky vyhýbat požadavkům své učitelky a jak tyto schopnosti zdokonalují, aniž by se s ní dostali do otevřeného konfliktu.
K obsahu skrytého kurikula patří např. schopnosti studentů sdružovat se, vytvářet a měnit vztahy mezi sebou i pedagogy, obsah učebnic, způsob odměn a trestů, charakteristika a přidělení mužských a ženských rolí včetně rozdílných způsobů, obsahů a účelů komunikace.